# 東方幻想鄉 ～ Lotus Land Story.

幻想鄉标题画面

《东方幻想乡 ～ Lotus Land Story.》是东方Project的第四部作品。在東方夢時空之後，它又恢复了第二部作品的单人弹幕射击模式，並加入了部分新系统。《東方幻想鄉》已初具后作的系统特征。

## 概要
这是东方Project的第四部作品，发布于Comic Market 54，相比起之前作品，加入了“低速模式”和“擦弹系统”，已大致具备后作操作系统的特征。

## 故事
博丽神社又遭妖怪入侵，博丽灵梦在清除入侵妖怪后，试图找出妖怪入侵的原因，无意间发现是源于博丽神社山后的一个湖中心的小岛，于是前往该岛调查；而同时，雾雨魔理沙发现湖中心岛有股强大的魔力，为了得到这股魔力，其也偷偷地瞒着灵梦，也向这个湖进发……

## 游戏系统

本作加入了擦彈計數，此外本作的遊戲系統已與之後作品無太大差異。

已和东方Project后作的操作无太大差异。

## 登场角色

### 已登场自机
博丽灵梦

雾雨魔理沙

### 橘子
，Orange
種族：妖怪
登場：
- 『幻想乡』第一关卡头目

住處：
能力：
別名：
- （『幻想乡』）
- （『幻想乡』）

主題曲：
- 装飾戦 〜 Decoration Battle（『幻想乡』）

第1关卡头目，妖怪，因此要被灵梦消灭，而魔理沙消灭其仅因为其挡路……

### 胡桃
, Kurumi
種族：吸血少女
登場：
- 『幻想乡』第二关卡次头目和头目

住處：
能力：
別名：
- （『幻想乡』）
- （『幻想乡』）

主題曲：
- 紅響曲 〜 Scarlet Phoneme（『幻想乡』）

第2关卡次头目和头目，吸血少女，试图守住通往湖中心岛的道路，根据和魔理沙的对话得知她不是人类。

### 艾丽
，Elly
種族：妖怪
登場：
- 『幻想乡』第三关卡头目

住處：
能力：
別名：
- （『幻想乡』）
- （『幻想乡』）

主題曲：
- 霊戦 〜 Perdition crisis（『幻想乡』）

第3关卡头目，妖怪，是幽香住宅“梦幻馆”的守门者，看守着梦幻世界和现实世界的边界，使用一把大镰刀。由于很少人来，所以很惊讶玩家的前来，在败于玩家时说是由于久未战斗的原因。

### 幽香
，Yuuka
種族：妖怪
登場：
- 『怪綺談』自机
- 『幻想乡』第五，六关头目

住處：梦幻馆
能力：
- 操纵鲜花程度的能力

別名：
- （『幻想乡』、『怪綺談』）
- （『怪綺談』）

主題曲：
- 眠れる恐怖 〜 Sleeping Terror（『幻想乡』）
- 幽夢 〜 Inanimate Dream（『幻想乡』）

第5，6关头目，妖怪，连接梦幻世界和现实世界的“梦幻馆”的主人，擅长使用花和伞进行攻击。最早栖身于幻想乡的妖怪之一。
平常生活在花丛中，总是穿着明亮的衣服，外表与人类无异。
看上去很和蔼，但发怒时非常可怕，尤其对于擅闯花田者。
虽然名字不完全，但根据名字部分相同和几乎一样的人设，被认为就是Windows平台作品的风见 幽香。

### 梦月
, Mugetsu
種族：恶魔
登場：
- 『幻想乡』Extra关卡头目

住處：
能力：
別名：
- （『幻想乡』）

主題曲：
- メイド幻想 〜 Icemilk Magic（『幻想乡』）

Extra关卡头目，玩家偶然到达某个奇怪世界后遇见的恶魔。着装像女仆。

### 幻月
, Gengetsu
種族：恶魔
登場：
- 『幻想乡』Extra关卡头目

住處：
能力：
別名：
- （『幻想乡』）

主題曲：
- かわいい悪魔 〜 Innocence（『幻想乡』）

EXTRA关卡头目，夢月的姐姐，在梦月被玩家击败后支援妹妹的。有着天使般的白色翅膀。後來證實幻月是史上最困難的EXTRA頭目

## 关卡流程
| 关卡        | 关卡日文名称                                | 次头目          | 头目        |
| ----------- | ------------------------------------------- | --------------- | ----------- |
| STAGE 1     | 幻野 〜 Phantom Land                        | 关卡1次头目     | 橘子        |
| STAGE 1     | 幻夜 〜 Phantom Night                       | 关卡1次头目     | 橘子        |
| STAGE 2     | 枯渇 〜 Lake of Blood                       | 胡桃            | 胡桃        |
| STAGE 3     | 冥幽 〜 Darkness                            | 关卡3次头目     | 艾丽        |
| STAGE 4     | 夢幻 〜 Dream of Frail Girl                 | 关卡4次头目     | 霧雨魔理沙  |
| STAGE 4     | 夢幻 〜 Dream of Frail Girl                 | 关卡4次头目     | 博丽灵梦    |
| STAGE 5     | 幻想 〜 Phantasmagoria                      | （无）          | 幽香        |
| FINAL STAGE | 追撃 〜 Raspberry Trap                      | （无）          | 幽香        |
| EXTRA STAGE | すばらしい君に静かな瞑りを 〜 Puckish Angel | Extra关卡次头目 | 夢月 → 幻月 |

注意：
- 同为第1关卡，如果使用博丽灵梦为自机的话，名称为『幻野 〜 Phantom Land』，对应为早上的场景；如果使用雾雨魔理沙的话，名称为『幻夜 〜 Phantom Night』，对应为晚上的场景。只是场景背景颜色不同而已。
- 在第4关卡，如果使用使用博丽灵梦为自机的话，头目为雾雨魔理沙，反之，使用雾雨魔理沙，则为博丽灵梦。
- 在EXTRA关卡为双头目，当梦月击败后，幻月就会出现。

## 音乐
1. （译名：幻想郷　～ Lotus Land Story ）- 标题曲
2. （译名：魔力之夢 ） - 第1关卡使用灵梦的BGM
3. （译名：月神之光 ） - 第1关卡使用魔理沙的BGM
4. （译名：裝飾戰　～ Decoration Battle）- 第1关卡头目（橘子）的BGM
5. （译名：打破安息日 ） - 第2关卡BGM
6. （译名：紅響曲　～ Scarlet Phoneme） - 第2关卡头目（胡桃）的BGM
7. （译名：Bad Apple!! ） -  第3关卡BGM
8. （译名：靈戰　～毀滅危機 ） -  第3关卡头目（艾丽）的BGM
9. （译名：Alice Maestra ） - 第4关卡BGM
10. （译名：少女綺想曲　～ Capriccio） - 第4关卡头目（灵梦）的BGM
11. （译名：星之器　～ Casket of Star ） - 第4关卡头目（魔理沙）的BGM
12. （译名：蓮之愛 ） - 第5关卡BGM
13. （译名：睡眠的恐怖  ） - 第5关卡头目（幽香）的BGM1
14. （译名：夢想鄉 ）- 第6关卡BGM
15. （译名：幽夢　～ Inanimate Dream ） - 第6关卡头目（幽香）的BGM2
16. （译名：無法避免的禁忌遊戲 ） - EXTRA关卡BGM
17. （译名：女僕幻想　～ Icemilk Magic ） - EXTRA关卡头目（夢月）的BGM
18. （译名：可愛的惡魔　～天真無邪 ） - EXTRA关卡头目（幻月）的BGM
19. （译名：Days ）- 不完美结局BGM
20. （译名：和平 ） - 不完美结局BGM
21. （译名：阿爾卡笛亞的夢 ） - 制作人员名单BGM
22. （译名：幻想的住人 ）- 登记玩家名字BGM

收录于音乐专辑「幺樂団の歴史1 〜 Akyu's Untouched Score vol.1」和以重编的方式收录于东方怪绮谈　～ Mystic Square.的音乐屋。
除外，东方怪绮谈　～ Mystic Square.还收录了本作没被使用的曲目并说明原来使用的场景：
1. - 未使用曲（第1关卡BGM）
2. - 未使用曲（第4关卡BGM）
3. - 未使用曲（第5关卡BGM）
4. - 未使用曲（第6关卡BGM）
5. - 未使用曲（EXTRA关卡BGM）
6. - 未使用曲（制作人员BGM）

而「幺樂団の歴史1 〜 Akyu's Untouched Score vol.1」还收录了以下两首也没被使用的2首曲目：
1. （未使用版本） - 未使用曲
2. （未使用版本） - 未使用曲

## 附注
1. 1 2 3 4 5 6  『怪綺談』のExtraエンディングでは、『靈異伝』から『怪綺談』までの5作品に登場するオールキャストの名前と二つ名が英字で表記されている。ただし『靈異伝』からは靈夢のみ。『封魔録』以降でも、玄爺と名無しのボスキャラクターは表記されていない。
2. ↑  ZUNは「幻想掲示板」2003年5月の投稿では、一応『紅魔郷』から全体の設定を一掃したため、一種の新シリーズと思われることを望んでいる（.   [2005-04-08]. （原始内容存档于2005-04-08）.）。同掲示板同年8月の投稿では、旧作の設定は生きているのかという問いに対して、もちろん特に変化は無いと答えている（.   [2005-04-08]. （原始内容存档于2005-04-08）.）。